# 相樂左之助
相樂左之助是日本漫画家和月伸宏的漫畫作品《浪客劍心》男主角之一，一個虛構人物名字來自新選組成員原田左之助。綽號斬左。

## 飾演
動畫和電子遊戲的配音員為上田祐司，動畫中童年時代的配音員為淵崎有里子；廣播劇CD由關智一配音，童年時期由結城比呂配音。臺灣民視版由吳文民配音，ANIMAX版由魏伯勤配音。
電影《神劍闖江湖》由青木崇高飾演。

## 劇中表現
他以前是赤報隊的成員，不甘赤報隊被明治政府纖滅，於是他成為一名戰士，經由聘請的戰鬥來平息他的憤怒。在一系列的介紹中，他遇見浪人緋村劍心，並被他輕鬆擊敗，劍心說服他停止聘請的戰鬥，而開始保護人民。之後，左之助成為劍心的朋友並與劍心的夥伴一起戰鬥。